# Lebesby
Lebesby è un comune norvegese della contea di Finnmark.